# Сомнамбулите
„Сомнамбулите“ (на немски: Die Schlafwandler) е роман-трилогия от австрийския писател Херман Брох (1886 – 1951), публикуван през 1931 – 1932 г.
Херман Брох е сред онези австрийски писатели, творили главно в годините между двете световни войни, чиито произведения получават разпространение и добиват световно признание едва през втората половина на двадесетото столетие. Затова и името на Брох обикновено се произнася на един дъх с имената на Роберт Музил, Хаймито фон Додерер, Франц Кафка, Йозеф Рот, Елиас Канети. Открити късно за културния свят, тези писатели представят в творчеството си една нова социална и психологическа картина на западноевропейската действителност, чийто основен белег става моралното разложение и разпадането на духовните ценности. Още през 1930 г., предчувствайки заплахата от фашизма, Херман Брох пише есе с показателно заглавие – „Логика на един разложен свят“, а четири години по-късно публикува есето „Злото в ценностната система на изкуството“ (1934). Този период съвпада със създаването на романа „Сомнамбулите“, чиито три части излизат съответно през 1931, 1931 и 1932 г.

## Виена като духовна форма на живот
За да се разбере тази монументална творба, първо епическо произведение на вече четиридесет и пет годишния писател, трябва да се знае нещо за неговата биография и духовно развитие. Херман Брох е роден във Виена и израства като син на текстилен фабрикант от еврейски произход. По настояване на баща си изучава текстилно инженерство и застрахователна математика във виенския Технически висш институт и в Текстилния висш институт в Мюлхаузен. Завърша следването си през 1906 година и две години по-късно започва работа във фирмата на баща си. На тридесет години Херман Брох става ръководител на предприятието и в продължение на цяло десетилетие го управлява, разработва и модернизира. Като виден индустриалец той влиза в ръководството на Съюза на австрийските индустриалци и така се запознава с проблемите на трудовите условия не само в своето предприятие. На четиридесетгодишна възраст Херман Брох неочаквано прекратява промишлената си дейност, продава бащината фабрика и от 1928 до 1931 г. следва философия, психология и математика във Виена. През тези години той пише и романа си „Сомнамбулите“.
Според Брох неговите съвременници живеят като „сомнамбули“, които с измамна сигурност, но всъщност без ясен поглед и стабилност се движат в един необозрим свят. Те може да се стремят към богатство, понеже в него съзират нещо устойчиво и неизменно, може също така да издигат „факела на свободата“ и да дирят „пътя към истинската и съвършена любов“ – във всички случаи те следват своите ирационални подтици и затова действителността винаги им се представя „колеблива и несигурна като отражение в тъмно езеро“. Загубените порядък и устойчивост трябва да бъдат възстановени посредством нова, основана върху „учение за спасението“ ценностна система, която ще превъзмогне „абсолютната нулева точка“ на човешкото развитие и ще конституира „единството между хората“. Херман Брох схваща прехода от социалната и индивидуална криза на своята епоха към нови житейски форми предимно като нравствено обновление на хората. Жадуваната нова ценностна система трябва да определя живота, мисленето и дейността на човека. Тези свои възгледи писателят излага художествено в трилогията си „Сомнамбулите“.

## Трилогията
Мамонтовата творба е съставена от три почти самостоятелни романа с отделни главни герои, чийто живот протича в различни епохи: 1888, 1903 и 1918 година. Въз основа на тези ключови периоди от историята на Германия Брох изобразява разпадането на буржоазното общество.
Пасенов или Романтизмът
Първият роман носи заглавието „1888. Пасенов или Романтизмът“. Йоахим фон Пасенов е син на едър земевладелец, който притежава имението Столпин на територията на разделената Полша. Самият той е млад лейтенант, символ на романтичния дух, който владее епохата. Йоахим се чувства сигурен единствено когато е облечен в своята прилепнала лейтенантска униформа. Неговата романтична душевна нагласа го подвежда да издига една ограничена, прагматична част от действителността – именно армията – до нещо абсолютно като житейска и морална ценност.
Един пролетен ден Йоахим отива с баща си в ловното казино в Берлин, където се сблъсква със столичния светски живот. Той изпитва досада и е неуверен, защото е с цивилни дрехи и му липсва „бронята“ на униформата, която се е превърнала за него във „втора, по-дебела кожа“, отделяща го на разстояние от нещата и живота. В казиното Йоахим отново е обзет от „зловещ страх“, че може да го сполети необяснимата участ на неговия с две години по-възрастен другар от кадетското училище Едуард фон Бертранд, който след произвеждането му в лейтенант е изоставил военната кариера. Само след няколко дни Йоахим среща Едуард и е удивен, че не вижда пред себе си онзи пропаднал авантюрист, за какъвто го е смятал дотогава. Оказва се, че Едуард е станал заможен търговец с богат житейски опит. Този явен възход на бившия военен другар кара Йоахим да се почувства разколебан и да се усъмни в принципите на своята социална прослойка.
Неопитният и непрактичен Йоахим се обръща към другаря си за съвет и през следващите седмици Едуард му урежда връзка с Ружена – момиче от ловното казино, – както и с Елизабет фон Бадензен – единствена дъщеря на един барон, чието имение Лестов е разположено недалеч от имението на Пасенови Столпин. Йоахим не поддържа дълбоки отношения със семейството си, нито с хора от своето съсловие. Възрастният му баща настоява той да се ожени за Елизабет, но Йоахим е убеден, че може да обича единствено „същество от друг свят“.
Така си обяснява той своето увлечение по Ружена, която произхожда от едно чешко село и въпреки съмнителната си дейност в ловното казино е привързана към него с покорна всеотдайност. Йоахим е скован от „леността на своето романтично въображение“ и предоставя на целеустремения и деен Едуард да уреди социалното положение на момичето. Едуард успява да настани Ружена като хористка в един театър и възнамерява да ѝ обзаведе един магазин, като очаква, че Йоахим скоро ще се види принуден да сключи брак с жена от своето съсловие. Ружена обаче остава с впечатление, че Йоахим ѝ се е наситил и желае по този начина да я обезщети.
В отчаянието си тя посяга към пистолета, стреля срещу Едуард и леко го наранява. Йоахим я моли да се завърне при него, но тя категорично отказва. Междувременно по-големият брат на Йоахим се бие на дуел с един полски земевладелец, за да спаси „честта на семейството“, и пада убит. Баща му вече е престарял и Йоахим трябва да поеме имението. Сега вече той се решава да поиска ръката на Елизабет. Но тя посещава Едуард в болницата, признава му любовта си към него, а той ѝ обяснява недостойното положение, в което тя би се оказала при един конвенционален съсловен брак с Йоахим.
Самият Едуард обаче спада към онези „естети“, които анализират живота, вместо да участват в него, тъй че въпреки чувствата си към Елизабет не се решава да се ожени за нея. Така Елизабет се съгласява да встъпи в брак с Йоахим. Този брак, сключен въз основа на стари, феодални съсловни закони, дава възможност на Йоахим фон Пасенов да продължи да води „романтичен“ живот, който търси устои и сигурност в обществените конвенции, в съхраняването на традиционните и вече надживени морални ценности, и така се предпазва от капиталистическата действителност.
Еш или Анархията
Вторият роман е озаглавен „1903. Еш или Анархията“. Неговото действие се развива в рейнската индустриална област. Търговският служител Аугуст Еш е дребен буржоа, откъснат от средата си. Икономическите условия и междучовешките отношения в неговата епоха му изглеждат овладени от анархия. Търсейки нова сигурност и стабилност в живота, той се оказва типичен представител на една прослойка, която се люшка между социалните фронтове и в борбата си за обществен напредък постъпва също тъй анархистично както и властващата прослойка. „Униформата“ на Аугуст Еш, която го държи изправен, е счетоводителският порядък. Но когато допуска малка счетоводна грешка, той бива уволнен от кьолнската винарска търговска къща, където работи. Профсъюзният секретар Мартин Гайринг му помага да си намери място като касиер в едно параходно дружество в Манхайм, чийто председател е Едуард фон Бертранд – бившият кадет от предишния роман, постигнал големи търговски успехи за изтеклите петнадесет години.
В Манхайм Аугуст Еш започва нов, доста объркан живот. Наема квартира у митническия инспектор Балтазар Корн, бивш фелдфебел с антисемитски настроения, който се опитва да го сближи със своята вече застаряваща сестра Ерна. С двамата Аугуст отива на вариете и там е обзет от състрадание към унгарката Илона, партньорка на Телчер, който във вариететния номер хвърля срещу нея ножове. Аугуст Еш не желае „да се хвърлят ножове по беззащитни момичета“ и се опитва да направи нещо срещу това. А когато Илона става любовница на митническия инспектор, Еш иска да я спаси от това „унижение“. За да отдалечи момичето от Манхайм, той успява да убеди директора на вариетето Гернерт да устрои в Кьолн състезание по борба между жени. От бордеи и вертепи Аугуст Еш събира подходящи момичета, които вариететният артист Телчер обучава. Пари за това начинание дават Ерна Корн и търговецът на тютюн Фриц Лоберг – слабоват човек, изпълнен с религиозни и диктаторски идеи.
В Кьолн Аугуст става любовник на гостилничарката Мама Хентйен, която се отвращава от всичко на този свят и винаги е отблъсквала своите ухажори през дългото си вдовство. При нея Аугуст за първи път осъзнава, че интимната близост на двама души отвъд „жалкия повод“ представлява „възраждане на човека“ и негово „спасение“. Но по време на един свой престой в Манхайм той има любовна авантюра и с Ерна Корн, сестрата на митническия инспектор. След тази история Аугуст накарва търговеца Лоберг да ѝ направи предложение за женитба.
В Манхайм Аугуст посещава в затвора Мартин Гайринг, който е бил арестуван на едно стачно събрание, а профсъюзното ръководство не му е оказала помощ. Едуард Бертранд, който като председател на параходното дружество носи вина за затварянето на Мартин Гайринг, се смесва в съзнанието на Еш с образите на уволнилия го някога прокурист Нентвиг, на вариететния артист Телчер и на мъртвия съпруг на гостилничарката Хентйен и всички те стават за него олицетворение на властващата в света неправда. Разговорите, които той води с Едуард при едно посещение в обзаведения му като дворец дом в Баденвайлер, го карат да осъзнае, че никой не може да бъде съдник на другия и че „вечната душа“ дори на презрения човек заслужава уважение.
Въпреки това той изпраща в полицията писмо, в което известява за хомосексуалните наклонности на Едуард фон Бертранд. Но преди още да се получи писмото, достигналият до върха на кариерата си Едуард се самоубива – търговецът не е намерил удовлетворение в отхвърлянето на всички традиционни житейски норми, както и в убеждението, че „първо трябва да настъпи Нищото, преди да възникне нова форма на живот“.
Аугуст Еш възнамерява да замине за Америка и там да организира състезание по борба между жени, но това му намерение се осуетява. Той обаче не е особено смутен от този неуспех, защото все по-ясно осъзнава, че начинанието му прилича на „търговия с бели робини“. Освен това смята, че действителното удовлетворение е невъзможно, понеже „пътят на копнежа и на свободата е безкраен и неизбродим, тесен и опасен като пътя на сомнамбул“. Накрая той се оженва за по-възрастната с пет години Гертруд Хентйен и жертва цялото си състояние, за да възстанови съдружническия влог на Ерна и Лоберг, с който директорът на вариетето Гернерт е злоупотребил, а също и за да помогне на Телчер и Илона да основат собствено вариете.
Аугуст Еш заминава със съпругата си в своя роден Елзас, където е наследил малка печатница за вестници. Там става главен счетоводител в един голям завод. Превратностите на техния живот писателят охарактеризира като „етапи по пътя към сближението с висшето и вечното“.
Хугюнау или Обективността
Третият роман е наречен „1918. Хугюнау или Обективността“. Действието му се развива непосредствено в края на Първата световна война. Текстилният търговец Вилхелм Хугюнау дезертира още първия ден, в който е изпратен на фронта. Така той попада в едно градче в Мозелската долина, където изчаква края на войната и развива дейност като посредник на недвижими имоти. Един ден той посещава редакцията на „Куртриршен ботен“, вестник, чийто собственик е бившият счетоводител от предишния роман Аугуст Еш. Но Еш отказва да публикува негови търговски обяви и направо му заявява, че той иска да печели от нещастието на ощетените от войната лозари. Хугюнау използва нападките, на които е изложен Еш от страна на градските първенци заради статията му „Неуредици на фронта и в тила“, и посредством рафинирана измама става собственик и издател на вестника. Еш остава на работа в редакцията като счетоводител, но Хугюнау прави донос срещу него за мнимо „тайно съзаклятничество“ – доносът е представен на издигналия се до чин майор Йоахим фон Пасенов, който е назначен за комендант на града. Обаче между майора, чиито жизнени устои са разклатени от войната, и симпатизиращия на всички унижени и оскърбени счетоводител Аугуст Еш възниква дружба. Те са единодушни във вярата си, че единствено благочестивият човек върши добри дела и може да спаси света. Майорът взима участие в едно четене на Библията, което Еш провежда заедно с група вярващи мечтатели.
В романа са изобразени и революционните събития в Германия от 1918 г., но те са представени като размирни безредици, при които „всякаква паплач“ опожарява кметството и освобождава затворниците. Писателят схваща тези събития от една страна като диалектическо единство на обществено „самоликвидиране“ и „самообновление“, а от друга страна – като „бунт на злото срещу злото“. При тези събития майор фон Пасенов е тежко ранен и Аугуст Еш го измъква изпод един горящ автомобил, за да го скрие в своето мазе. Скоро след това Хугюнау убива Еш, като го пронизва с щик.
След приключването на военните действия Хугюнау принуждава вдовицата на Еш да изкупи обратно вестника с печатницата, които той е придобил без никакъв собствен капитал. Така Хугюнау се оказва истински „герой на своето време“, който вече не се стреми да се справи с капиталистическата анархия посредством някаква нормативна, подредена система, а самият се оставя да бъде ръководен от движещите сили на тази анархия – парично-стоковите отношение. Писателят нарича това поведение „обективност“ – тя удържа победа както над дребнобуржоазния порядъчен морал на един Еш, така и над кодекса на честта на един майор Пасенов. Тази „обективност“ или „деловитост“ на Хугюнау става типична за буржоазното общество на едно по-ново време, когато правенето на сделки и печеленето на пари се превръща в основа на една социална и нравствена ценностна система.

## Разпадане на ценностите
Идейната страна на трилогията се разяснява от писателя в последния роман, където е вмъкнато голямото есе „Разпадане на ценностите“. Историкофилсофската конструкция на Брох е следната: вярата в християнския Бог е създала „тоталната система“ на Средновековието, но в един многовековен процес на „светоразпадане“, охарактеризиран с понятията Ренесанс, Реформация, Индивидуализъм, Национализъм и Революция, тази система се е раздробила на „частични системи“, които от своя страна се стремят да поемат ролята на тоталната система.
Самият Херман Брох в коментар към своята творба казва: „Разпадането на ценностите представя исторически и теоретически онзи четиривековен процес, който под ръководството на рационализма разложи християнското платоническо схващане за света на средновековна Европа – един грандиозен и страшен процес, завършил с пълно разрушаване на ценностите, с развихряне на разума и същевременно нахлуване на всяка ирационалност, със саморазкъсването на света.“
Първите два тома разкриват крайната фаза на този процес на разпадане, те показват как човекът, предугаждащ със страх настъпващите събития, се опитва още веднъж да намери житейски смисъл и опора в рамките на старите ценностни представи, да се изплъзне от неизбежната и застрашителна разруха: през 1888 година актуалният проблем на една осъзнаваща своята собствена консервативна задача юнкерска класа е конфликтът с фикциите на националния и евангелския дълг; през 1903 година както задачата, така и поелият я човек са загубили останките от своите очертания, от старите ценностни представи е оцеляло само понятието за някаква неясна „порядъчност“ и основания върху принципите на девственост и ревност сексуален морал, като най-устойчива съставка – фикции, в които се опитва да намери спасение търговският служител Еш, понеже неговата анархистична съвест започва да губи всякаква стабилна почва. В „Хугюнау“ процесът на разпадане на ценностите е достигнал своя край, започнала е преоценката на света, наред с външната революция се разгръща и „една ужасна революция на познанието“, на преден план излиза лишеният от ценности (в стария смисъл) неморален човек, който се превръща в отмъстителен палач на миналото.
В интерполираното есе „Разпадане на ценностите“ Херман Брох не анализира опита на Йоахим фон Пасенов да се завърне във феодалната система, както и анархистичната дезориентация на Аугуст Еш. Преди всичко той изчерпателно интерпретира поведението на героя от третия роман – Вилхелм Хугюнау. То е охарактеризирано като бягство в „парично-комерсиалната частична система“, а неговите „целенасочени“ действия и неговата „обективност“ или „деловитост“ са представени като „агресивна радикалност, отговаряща на мисловния стил на епохата“, а тази радикалност редуцира съществуването до степен на „празно функциониране“.

## Болестта на културата
Когато през 1932 година излиза в Мюнхен и Цюрих последната част на трилогията – една година преди нацисткото възшествие в Германия – Херман Хесе рецензира творбата на тогава неизвестния като писател Херман Брох и в преценката си казва:
"В тези три романа един значителен дух прави опит да покаже в символи болестта на днешната ни култура и да я обясни критично. Това са три книги, богати на идеи, написани умно и с вкус. Книги без „герои“, но този недостиг е заменен от дух. Първият роман е все още истински роман, във втория формата започва да се разпада, а в третия писателят действа напълно свободно, като включва и есеистични пасажи – върху духовността и облика на Европа, стила в математиката и логиката, характера на Ренесанса, същността на Реформацията и на немската идеалистична философия. Краят представлява жест на почит към Живота. Тази сериозна творба не е пътеводител в културата или идейна програма, а по-скоро деликатно размишление, замислен поглед към хаоса, чиято заплаха виждаме и чувстваме от все нови и нови посоки, но в него все пак се съдържат кълновете на нов порядък и нова човечност."